# Hoanzl
Hoanzl (Hoanzl GmbH sowie Hoanzl Agentur GmbH) ist eine Wiener Künstleragentur, Vertriebsfirma und Verlag mit den Schwerpunkten österreichischer Film, österreichisches Kabarett, Theater sowie Musik.

## Geschichte
Das Unternehmen wurde 1991 von Georg Hoanzl als Künstleragentur Künstler-Agentur Georg Hoanzl GmbH gegründet. Erste Kabarettauftritte, beispielsweise für Andreas Vitásek und Josef Hader, wurden ab 1987 organisiert und beworben. 1995 startete die Produktion von Tonträgern wie beispielsweise die CD „privat“ von Josef Hader, 1996 wurde die Georg Hoanzl Vertriebs GmbH ins Leben gerufen. 2001 wurde die Herstellung von DVDs aufgenommen und 2002 der Verlag Hoanzl gegründet.
Am 16. November 2008 wurde das Büro durch einen Brand in Mitleidenschaft gezogen. Augenscheinlich lösten Umbauarbeiten einen Schwelbrand aus. Gerüchte über eine Brandstiftung wurden von Georg Hoanzl, dem Chef der Agentur, umgehend dementiert.
Das Unternehmen, das viele Größen des österreichischen Kabaretts unter Vertrag hat, beschäftigt etwa 48 Mitarbeiterinnen und Mitarbeiter. Auch die Video- und DVD-Serie „Best of Kabarett“ wird von Hoanzl herausgegeben.
Am 23. Dezember 2008 unterzeichnete der Verlag ein Abkommen mit der ORF-Tochter ORF Enterprise, das Hoanzl für 10 Jahre die exklusiven Verwertungsrechte des ORF-Archivs für DVDs und eine Web-Mediathek zusichert. Das Abkommen sorgte im ORF-Stiftungsrat für Aufsehen, da es ohne Ausschreibung getroffen wurde, der ORF eine eigene Verwertungstochtergesellschaft plane und eine Vertragsdauer von 10 Jahren Kritikern zu lang erscheine.
Nachdem jedoch das Zustandekommen dieses Vertrages vor allem ORF-intern kritisiert worden war, zog Georg Hoanzl den Vertrag einseitig wieder zurück.
Im Jahr 2014 gründete Georg Hoanzl gemeinsam mit Michael Niavarani und Helen Zellweger die Schultz & Schirm Bühnenverlag GmbH. Zeitgleich gründete Hoanzl mit Michael Niavarani die Produktionsgesellschaft Niavarani & Hoanzl GmbH, die das Theater Globe Wien betreibt.

## Editionen
1997 wurde bei Hoanzl die Dachmarke „Best of Kabarett“ entwickelt. Seit 2006 werden in Zusammenarbeit mit der Tageszeitung Der Standard Kollektionen von mittlerweile 381 (Stand März 2017) österreichischen Filmen als 280 Einzel-DVDs sowie als Sammelboxen unter dem Titel „Der österreichische Film – Edition Der Standard“ herausgegeben. In Kooperation mit der Tageszeitung Kurier erschien eine Kollektion mit mittlerweile 147 Einzel-DVDs (Stand März 2017) unter dem Titel „Best of Kabarett“. Die „Edition Josefstadt“ (48 Einzel-DVDs) sowie die „Edition Burgtheater“ (41 Einzel-DVDs) beinhalten filmische Mitschnitte österreichischer Theater-Aufführungen. Des Weiteren existieren die „Samstag Nachmittag Kinoh!“-Edition mit deutschsprachigen Filmklassikern, die „Edition Qualtinger“, die „Edition Thomas Bernhard“ sowie die „ORF-Edition Bundesland“, in der jeweils ein österreichisches Bundesland und dessen Natur- und Kulturbesonderheiten porträtiert werden. 2012 erschien der erste Teil, die „Edition Burgenland“, 2014 wurden die „Edition Niederösterreich“, 2016 die „Edition Oberösterreich“ veröffentlicht.

## Künstler

### Künstler im Vertrieb
Im Vertrieb von Hoanzl finden sich Bild- und Tonträger von unter anderem folgenden Künstlerinnen und Künstlern:
| - Wolfgang Ambros - Oliver Baier - Gerhard Bronner - Christoph & Lollo - Georg Danzer - Alfred Dorfer - Roland Düringer - Karl Farkas - Viktor Gernot - Geschwister Pfister | - Monika Gruber - Gunkl - Josef Hader - Andrea Händler - Die Hektiker - Gernot Kulis (Ö3-Callboy) - Thomas Maurer - Michael Niavarani - Alf Poier - Gerhard Polt | - Poxrucker Sisters - Projekt X - Martin Puntigam - Lukas Resetarits - Willi Resetarits (Kurt Ostbahn) - Helmut Qualtinger - Otto Schenk - Florian Scheuba - Fred Schreiber - Gery Seidl | - Elsa Steixner - Stermann & Grissemann - Stranzinger - Heinz Strunk - The who the what the yeah - Andreas Vitásek - Ernst Waldbrunn - Tom Walek (Ö3-Mikromann) - Konstantin Wecker - 5/8erl in Ehr’n |

### Künstler-Management
Die Agentur stellt das Vollservice-Management für Josef Hader, Andreas Vitásek, Stermann & Grissemann sowie Gernot Kulis. Darüber hinaus organisiert die Agentur (mit unterschiedlichem Dienstleistungs-Umfang) Veranstaltungen für folgende Künstler (Auswahl):
| - Carrington-Brown - Bülent Ceylan - Harry G - Sascha Grammel - Steffen Henssler - Eckart von Hirschhausen - Rick Kavanian - Carolin Kebekus - Johann König - Kurt Krömer | - Michael Mittermeier - Luke Mockridge - Dieter Nuhr - Paul Panzer - Max Raabe & Palast Orchester - Hagen Rether - Georg Ringsgwandl - Martin Rütter - Olaf Schubert - Stefan Verra | - Bodo Wartke - Kaya Yanar |

## Filme
Zu den vertriebenen Filmen gehören unter anderem folgende Klassiker, Meisterwerke und/oder Publikumserfolge: Muttertag, Wanted, Indien, Hinterholz 8, Poppitz, Die Viertelliterklasse, Nacktschnecken, Komm, süßer Tod,  Silentium, Der Knochenmann, Kaisermühlen-Blues, Helden in Tirol, Müllers Büro, Die Ausgesperrten, Echo Park, Exit - Nur keine Panik, 1. April 2000, Ich gelobe, Hundstage, Kotsch, Die Klavierspielerin, Nordrand, Die Siebtelbauern, Polt.
Hinzu kommt noch der Österreich-Vertrieb für zahlreiche deutsche Serien und Spielfilme, Filme der SZ-Cinemathek, US-amerikanische Western- und Horrorfilme usw. Auch die Sitcom MA 2412 findet sich im Vertrieb von Hoanzl.